# Carcina
Genre
Carcina est un genre de petits insectes de l'ordre des lépidoptères (papillons), de la famille des Oecophoridae, de la sous-famille des Oecophorinae.

## Liste des espèces
Selon EOL (21 juillet 2022) :
- Carcina haemographa Meyrick 1937
- Carcina quercana Fabricius 1775 - l'Œcophore rosée, seule espèce du genre en Europe.